# Torogó
El pueblo de Torogó pertenece al antiguo término de Espluga de Serra, agregado en 1970 el término municipal de Tremp.
Su iglesia San Clemente de Torogó fue la iglesia de un priorato dependiente del monasterio de Santa María de Alaón,

## Etimología
Torogó es un topónimo documentado desde antiguo (siglo IX), y que Joan Coromines (op. cit.) Relaciona con Tragó, nombre de dos pueblos relativamente cercanos, uno en el valle del Noguera Ribagorzana y el otro a la del Segre. Su origen está emparentado con el étimo latino que también da dragó, a partir del significado de devorar (a partir de una comparación o metáfora, aplicado a un lugar que parece que haya sido devorado por una fuerza sobrenatural, como una cueva de las que abundan en este territorio.

## Historia
Aunque hay poca documentación sobre Torogó, aparece en un documento en el 838. En el974 la iglesia de San Clemente consta como santuario, y en 984 acogió un priorato de Alaón.
En 1981 tenía tan sólo 3 habitantes, que han quedado reducidos a 2 en 2006.